# Huijiang
Huijiang is een stadsdeel van de stad Dashi in de Chinese provincie Guangdong. Huijiang bevindt zich in het arrondissement Panyu in de prefectuur Guangzhou. Er is het industriegebied van Shibei in Huijiang.  De gevangenis van Panyu bevindt zich in Huijiang.